# 匍匐翦股颖
匍匐翦股颖（学名：Agrostis stolonifera），又名西伯利亚翦股颖，为禾本科翦股颖属下的一个种。常用於草坪，在美國是最常用來作為高爾夫球草坪的物種。